# Сеймур Скиннер
Сеймур Скиннер (англ. Seymour Skinner) — персонаж мультсериала Симпсоны, озвученный Гарри Ширером. Он является директором Спрингфилдской начальной школы, действующий режим в которой он постоянно пытается контролировать. В связи с этим известен как директор Скиннер.
Строго дисциплинированный, Скиннер проявляет признаки чинности, милитаристского настроя, что является следствием его службы в армии Соединённых Штатов в рядах зелёных беретов, которая включала в себя участие в боевых действиях во Вьетнаме, где он некоторое время удерживался в качестве военнопленного.

## Биография
Исходя из искренней заботы за повышение качества образования своих учеников, большинство действий Скиннера вращается вокруг обеспечения школы достаточным количеством средств. Его постоянные и, как правило, неэффективные попытки поддержания дисциплины в большей степени являются усилиями, направленными на получение хороших отзывов по частым проверкам начальника-инспектора Чалмерса. Чалмерс, в свою очередь, не скрывает своего неодобрения деятельностью Скиннера. В эпизоде Sweet Seymour Skinner's Baadasssss Song Скиннер был уволен и заменён Недом Фландерсом, но после вмешательства Барта, который счёл свои шалости менее значимыми из-за всеобщего ослабления дисциплины, был восстановлен в должности.
В некоторых эпизодах у Скиннера наблюдается некоторое сходство с главным героем фильма Хичкока «Психо» Норманом Бейтсом. Данная аналогия, в частности, связана с тем фактом, что он живёт со своей властной матерью Агнес.
В середине мультсериала он начал встречаться с Эдной Крабаппл, позже они обручились. Хотя она бросила его у алтаря из-за того, что он был не уверен в своих чувствах, в этом же эпизоде был намёк, что он всё ещё любит её и, возможно, они в будущем воссоединятся. До встречи с Эдной Скиннер был девственником. Он до сих пор живёт в одном доме со своей матерью и часто вспоминает о Войне во Вьетнаме.
Его возраст в мультсериале был указан дважды: Барт Симпсон как-то сказал, что Сеймуру 40 лет, однако Кент Брокман в одном из своих телерепортажей упомянул, что Скиннеру 44 года. Он был «рождён» в 1953 году, но в эпизоде «Skinner's Sense of Snow» его год рождения был изменён на 1960. В этом же эпизоде упоминается, что Скиннер умрёт в 2010 году, однако он появляется в некоторых эпизодах о будущем (включая серию, где тот умирает в 119 лет от сердечного приступа и обиды из-за того что Барт на фейерверке написал обидное слово. Облик старого Сеймура был похож на инвалида с коляской). В эпизоде «The Heartbroke Kid» указан его знак зодиака — весы, и, исходя из этого, можно предположить, что он родился в промежутке между 24 сентября и 23 октября.
Вне школы Скиннер часто кажется слабовольным и внушаемым — возможно, из-за того, что он старается избегать конфликтов, но в одном случае он использует свой боевой опыт, накопленный во Вьетнаме, против адвоката, который обвинял его в нарушении авторских прав, и двух его огромных телохранителей. Также в эпизоде намекается, что во время Войны во Вьетнаме он был зелёным беретом. Также есть и другие моменты, в которых Скиннер использует навыки специальной армейской подготовки, показывающей, что хоть он и выглядит как слабак, но на самом деле он смертельно опасен, когда его злят или загоняют в угол, хотя немногие знают об этом. Он отказывается передать контроль над открытыми под школой богатыми нефтяными месторождениями, когда Монтгомери Бёрнс пытается заставить его сделать это. Позже, когда Бёрнс крадёт нефть, Скиннер пытается совершить на него покушение, однако его планы срываются из-за того, что он перепутал маскировочный грим с маминой косметичкой.
Скиннер обладает высоким интеллектом. Он один из членов Спрингфилдского отделения Менса (общество людей с высоким уровнем IQ). Однако, когда Лиза украла учительские пособия, он стал так же беспомощен, как и другие учителя, это может означать, что он сильно зависит от книг. Он также очень доверчив даже к хулиганам. В эпизоде «New Kid on the Block» Барт вспоминает время, когда Джимбо макал его головой в унитаз и спускал воду, а Скиннер стоял рядом с кабинкой и спрашивал у Джимбо: «У тебя всё в порядке? Ты там уже 20 минут», на что тот ответил Сеймуру: «Всё в порядке, директор Скиннер (глупый смех)». Директор: «Тогда я подожду» и начал насвистывать, не обращая внимание на звук спускаемой воды. Перед тем, как стать директором, Скиннер работал учителем химии, возможно, в Спрингфилдской начальной школе. Он обладает невероятной способностью по запаху определять химические реакции, как, например, соединение тетрасульфата натрия с хлорофиллом.
Личная история Сеймура Скиннера, как и у многих героев Симпсонов, по большей части остаётся в тени. Известно, что он является ветераном Вьетнамской Войны. По всей видимости, неоднократно побывал в плену. В настоящее время живёт вместе со своей престарелой матерью Агнес Скиннер. Отец Сеймура, Шелдон Скиннер, сам был участником Второй мировой войны, но погиб в 1973 году на параде ветеранов. Из серии «The Principal and the Pauper» сказано, что на самом деле директор Скиннер – сирота из Капитал-Сити по имени Армин Тамзарян, в юности разъезжавший на мотоцикле по городу и совершающий мелкие преступления. После кражи сумочки у старушки и после того, как чуть не сбил судью, суд предоставил ему выбор: пойти в тюрьму, в армию или извиниться перед пострадавшими. Армин выбрал армию, хотя, если бы знал, что идёт война, всё же извинился бы. Там он встретил сержанта Сеймура Скиннера, урождённого спрингфилдца с мечтой стать директором начальной школы. С ним Тамзарян завёл крепкую дружбу, но после «смерти» сержанта, потеряв цель жизни, он отправился в его родной город, посчитав, что именно он должен сообщить его матери о смерти сына. Однако, когда Армин встретил Агнес Скиннер, не смог ей сообщить эту новость и притворился её сыном, но оба в душе понимали, что это обман. В конце эпизода судья Снайдер присудил Армину имя Сеймура Скиннера, его прошлое, настоящее, будущее и мать, запретив вспоминать о происшедшем под страхом пытки. Настоящий Сеймур, который на самом деле не погиб, а находился в плену, был выслан связанным из города на товарном поезде, т.к. жителям Спрингфилда он не понравился, в частности его матери, для которой он был слишком самостоятельным и непослушным.
В неканоническом эпизоде «The Simpsons Spin-Off Showcase» Скиннер помогает Виггаму и его сыну Ральфу в новой работе Клэнси — частного детектива в Новом Орлеане.
В эпизоде «Girls Just Want to Have Sums» Скиннер был разжалован в помощники дворника за то, что сказал, что женщины хуже разбираются в математике, чем мужчины. Желая доказать, что не видит разницу между полами, Скиннер надел юбку.
В эпизоде «Please Homer, Don't Hammer 'Em...» обнаружилось, что у Скиннера сильная аллергия на арахис. Барт, узнав об этом, использует палку с привязанным к ней арахисом, чтобы заставить делать Сеймура разные унизительные вещи. Скиннер с помощью Продавца Комиксов выясняет, что у Барта аллергия на креветки. Они устраивают сражение на палках с привязанными к ним предметами: у Барта – арахис, а у Сеймура – креветка. Сражение заканчивается в больнице после их падения в большую ёмкость, полную смеси арахиса и креветок.
В серии «Pranks and Greens» выясняется, что Скиннер не всегда был таким строгим занудой, как сейчас: поначалу он всегда поддерживал, а то и сам принимал участие в детских забавах и юношеских развлечениях, был очень весёлым и активным, и очень любил плаванье. По всей видимости, тогда в нём всё ещё жил дикий дух Армина Тамзаряна. Так продолжалось до тех пор, пока школьный хулиган Энди Гамильтон не заполнил бассейн червями вместо воды, а когда Сеймур прыгнул туда с вышки, он закрыл его там. Скиннер пробыл среди червей 3 дня, пока его не нашёл Вилли, который тогда ещё был тренером по плаванью. В результате этой выходки, школьная газета не выпускалась в течение 2 недель, бассейн пришлось засыпать, Вилли стал садовником, а директор Скиннер абсолютно изменился (дух Армина Тамзаряна теперь полностью исчез). В этой же серии Сеймуру принадлежит автомобиль Вольво с югославским двигателем.
В эпизоде «Special Edna» Скиннер говорит, что мать носила его 9,5 месяцев: после рождения он на 2 недели залез обратно. А в эпизоде Replaceable You Агнес говорит, что носила его несколько месяцев, пока он у неё не выпал из живота в автобусе.